# Huainanzi
Cette page contient des caractères spéciaux ou non latins. S’ils s’affichent mal (▯, ?, etc.), consultez la page d’aide Unicode.
Le Huainanzi ou Houai-nan tseu (chinois : 淮南子 ; pinyin : Huáinánzǐ) désigne un ensemble de vingt-et-un chapitres traitant de sujets divers, rédigés au IIe siècle av. J.-C., sous les Han Occidentaux à l'initiative de Liu An (-179~-122), oncle de l’empereur Wudi et roi de Huainan, capitale Shòuchūn (寿春 / 壽春), actuel xiàn de Shòu 寿县 / 壽縣), dans la province de l'Anhui, aux confins de l'ancien État de Chu. Titré à l'origine Vastes lumières (鸿烈 / 鴻烈, hóngliè, « fort et vaste »), il s'agissait d'un ouvrage encyclopédique de cinquante-quatre chapitres, dont vingt-et-un « internes » (内篇 / 內篇, nèipiān) et trente-trois « externes » (外篇, wàipiān), traitant d’une grande variété de sujets et rédigés par les fāngshì (方士), savants et spécialistes du Fāngxiāndào, que, selon les historiographes, Liu An entretenait en grand nombre. Il fut présenté à Wudi en 139 av. J.-C. Comme tous les ouvrages chinois, il circula sous forme de version commentée, les principales étaient celle de Gao You et de Xu Shen, datant toutes deux des Han Orientaux. La dernière, moins complète, fut progressivement délaissée à partir de la fin des Tang, mais on en connait un exemplaire des Song. Seuls les chapitres internes ou Neipian nous sont parvenus.

## Contexte
Selon les historiens Han, Liu An fut attiré dès son jeune âge par le savoir et la littérature. Il est le premier commentateur du Lisao de Qu Yuan, poète de Chu. C'était également un membre de la famille impériale dont le père, fils du fondateur de la dynastie, avait succombé, victime de ses ambitions politiques. Avec cet ouvrage, Liu An marchait dans ses pas et ceux de Lü Buwei, puissant personnage de l'État de Qin commanditaire des Annales de Lu, en cherchant à démontrer son pouvoir d'attirer les hommes de talent ainsi que ses capacités de gouvernant. Seize ans après la présentation de l'encyclopédie, il sera d'ailleurs accusé de complot et mettra fin à ses jours en 122 av. J.-C.

## Contenu et influence
L'ouvrage aborde une grande variété de domaines : astronomie, médecine, cosmologie et mythologie, alchimie, sciences naturelles, philosophie, politique etc. Presque tous les grands courants de pensée des Qin et des Han y sont représentés : confucianisme, mohisme, légisme, théorie du Yin-Yang et des cinq éléments, et surtout taoïsme (courants huanglao, fangxian, jindan). L'ouvrage est classé comme « mixte » dans le Livre des Han, mais souvent comme taoïste dans d’autres catalogues. 
Intéressé comme beaucoup d’intellectuels de son temps par l'alchimie et l'immortalité, Liu An était un grand lecteur du Zhuangzi avec lequel certains passages du Huainanzi présentent des similitudes. Un chercheur japonais a déterminé que la version Han du Zhuangzi avait été éditée et commentée par un des spécialistes du roi de Huainan. Ce dernier était également familier de la littérature aux résonances magiques ou chamaniques du pays de Chu.
Le Huainanzi a exercé une grande influence sur de nombreuses personnalités du courant taoïste, comme Ge Hong, qui ont fait de Liu An et de ses huit conseillers des immortels.
Le Huainanzi est-il un assemblage composite ou bien y retrouve-t-on, au-delà de la diversité du contenu, une cohérence idéologique ? cette question fait depuis longtemps l’objet d’un débat sans réponse définitive.
Le vaste échantillon d'écoles philosophiques dont la pensée est reflétée dans l'ouvrage, les citations de textes disparus, les légendes et les informations sur les connaissances de l'époque qu'il contient en font une source précieuse pour les spécialistes de la Chine ancienne. On y trouve par exemple la première mention des vingt-quatre périodes du calendrier agricole. Il a aussi transmis aux Chinois des époques ultérieures des mythes et légendes, et est à l'origine d'expressions courantes du langage. Hu Shi, qui le considérait comme la somme des connaissances de l'antiquité chinoise, en offrit en 1932 un exemplaire à Tchang Kaï-chek pour promouvoir auprès de lui la politique taoïste du « non-agir ».
Parmi les spécialistes engagés par Liu An, huit occupaient une place privilégiée. Ce sont Su Fei, Li Shang, Zuo Wu, Tian You, Lei Bei, Wu Bei, Mao Bei, Jin Chang. Appelés les « Huit seigneurs », ils ont laissé leur nom à la montagne Bagongshan dans l'Anhui où se trouve la tombe du roi de Huainan.

### Traductions
- (zh) le Huainanzi en ligne
- Les grands traités du Huainan Zi. Traduit du chinois par Claude Larre, Isabelle Robinet, Élisabeth Rochat de La Vallée (cinq chapitres) ; dans Variétés sinologiques n° 75, Les Éditions du Cerf, 1993, 256 p.  (ISBN 2-204-04652-3)  et Institut Ricci  (ISBN 2-9505602-2-9)
- Philosophes taoïstes, t. II : Huainanzi, trad., intro. et notes par Bai Gang, Anne Cheng, Charles Le Blanc, Jean Levi, Rémi Mathieu, Nathalie Pham-Miclot et Chantal Zheng, Gallimard, coll. "La Pléiade", 2003, 1280 p.

### Études
- Griet Vankeerberghen, The Huainanzi and Liu An's Claim to Moral Authority, Suny Series in Chinese Philosophy and Culture (HRD) -US- 2001/11 (State Univ. of New York Pr.)  (ISBN 0-7914-5147-X)
- Claude Larre, "Le traité VII du Houai nan tseu. Les esprits légers et subtils animateurs de l'essence", T'oung Pao, vol. 69, n° 4-5, 1983, p. 313-320.